# Linneïta
La linneïta és un mineral de la classe dels sulfurs que rep el seu nom del naturalista Carl von Linné (1707-1778). Va ser descoberta l'any 1845 a les mines Bastnäs, al comtat de Västmanland, Suècia. Pertany i dona nom al grup de la linneïta.

## Característiques
La linneïta és un sulfur simple de cobalt, i dins de la classe dels sulfurs pertany a l'anomenat grup linneïta i grup tioespinel·la. Forma una sèrie de solució sòlida amb la polidimita (Ni₃S₄), en la qual la substitució gradual del cobalt per níquel va donant els diferents minerals de la sèrie. A més dels elements de la seva fórmula, sol portar com a impureses: níquel, coure, titani, ferro i seleni. Cristal·litza en el sistema cúbic formant cristalls octaèdrics, tot i que també s'hi pot trobar de manera granular o massiva. Malgrat la seva raresa o escassetat, és un mineral buscat en les explotacions minerals en filons de sulfurs d'aquest tipus com a mena del cobalt, un metall de gran importància estratègica per a la fabricació de tecnologia punta.
Segons la classificació de Nickel-Strunz, la linneïta pertany a «02.DA: Sulfurs metàl·lics, M:S = 3:4» juntament amb els següents minerals: bornhardtita, carrol·lita, cuproiridsita, cuprorhodsita, daubreelita, fletcherita, florensovita, greigita, indita, kalininita, malanita, polidimita, siegenita, trüstedtita, tyrrel·lita, violarita, xingzhongita, ferrorhodsita, cadmoindita, cuprokalininita, rodostannita, toyohaïta, brezinaïta, heideïta, inaglyita, konderita i kingstonita.

## Formació i jaciments
Apareix en filons d'origen hidrotermal en els que hi hagi altres sulfurs de cobalt i níquel. Sol trobar-se associada a altres minerals com: calcopirita, pirrotina, mil·lerita, bismutina, gersdorffita, carrol·lita, cattierita, ullmannita, marcassita, pirita, galena o esfalerita. Als territoris de parla catalana ha estat descrita a la galeria Tacho de la mina Atrevida (Vimbodí i Poblet, Conca de Barberà).

## Varietats
La linneïta aurífera és l'única varietat coneguda, i es tracta d'una varietat que conté or en la seva composició. Se n'ha trobat a la mina Santa Fé, a Pichucalco, Chiapas, Mèxic.

## Grup de la linneïta
El grup de la linneïta està format per sulfurs i similars que cristal·litzen en el sistema isomètric. Aquest grup és alhora membre del grup thiospinel·la. La tarkianita, un sulfur de reni amb fórmula (Cu,Fe)(Re,Mo)₄S₈, és un mineral relacionat amb el grup linneïta.
| Espècie         | Fórmula              |
| --------------- | -------------------- |
| Bornhardtita    | Co2+Co3+₂Se₄         |
| Cadmoindita     | CdIn₂S₄              |
| Carrol·lita     | CuCo₂S₄              |
| Cuproiridsita   | CuIr₂S₄              |
| Cuprokalininita | CuCr₂S₄              |
| Cuprorhodsita   | (Cu,Fe)Rh₂S₄         |
| Daubréelita     | Fe2+Cr3+₂S₄          |
| Ferrorhodsita   | (Fe,Cu)(Rh,Ir,Pt)₂S₄ |
| Fletcherita     | Cu(Ni,Co)₂S₄         |
| Florensovita    | (Cu,Zn)Cr1,5Sb0,5S₄  |
| Greigita        | Fe2+Fe3+₂S₄          |

| Espècie      | Fórmula                 |
| ------------ | ----------------------- |
| Indita       | FeIn₂S₄                 |
| Kalininita   | ZnCr₂S₄                 |
| Linneïta     | Co2+Co3+₂S₄             |
| Malanita     | Cu(Pt3+,Ir3+)₂S₄        |
| Polidimita   | Ni2+Ni3+₂S₄             |
| Siegenita    | CoNi₂S₄-NiCo₂S₄         |
| Trüstedtita  | Ni₃S₄                   |
| Tyrrel·lita  | Cu(Co3+,Ni3+)₂S₄        |
| Violarita    | Fe2+Ni3+₂S₄             |
| Xingzhongita | (Pb,Cu,Fe)(Ir,Pt,Rh)₂S₄ |